# Polia sabmeana
Polia sabmeana är en fjärilsart som beskrevs av Mikkola 1980. Polia sabmeana ingår i släktet Polia och familjen nattflyn. Inga underarter finns listade i Catalogue of Life.